# أحمد بن توغان العجيفي
أحمد بن توغان العجيفي كان واليًا لطرسوس وأنطاكية والأراضي الحدودية للخلافة العباسية في قيليقية (الثغور الشامية)، للسلالة الطولونية شبه المستقلة في 891-896، تولى منصبه مرتين، الأولى خَلَفًا إلى يزمان بتوصية من خمارويه، لكن سرعان ما حل محله محمد بن موسى بن طولون ابن عم خمارويه، ثم بعد خلع الشعب للأخير، أعاده خمارويه.

## حياته
ظهر أحمد بن توغان العجيفي لأول مرة عام 891، أثناء ولاية يزمان الخادم في طرسوس. حيث في العام السابق، اعترف يزمان بسيادة الحاكم الطولوني خمارويه على الحكومة المركزية العباسية تحت وصاية الموفق بالله العباسي. وبحسب الطبري، وصل أحمد إلى طرسوس في 4 تشرين الأول 891، وشارك في الحملة الصيفية (حاجبة) ضد قلعة سالاندو البيزنطية (سيلينوس/ترايانوبوليس)، حيث أُصيب يزمان بجروح قاتلة، ومات في اليوم التالي. (23 تشرين الثاني). ووفقًا لابن الأثير، فقد خلف ابن أجيف (أحمد) يزمان في ولاية طرسوس وأكده خمارويه، على الرغم من أن ابن أبي عيسى، الذي كان أيضًا قائدًا في الحملة ضد سالاندو، قد شغل المنصب لفترة وجيزة كوالٍ مؤقت.
بعد فترة وجيزة، اُستبدل والي طرسوس بمحمد بن موسى الأعرج. لم يبقَ هذا الأخير في المنصب لفترة طويلة، حيث تم عزله واحتجازه في آب 892 في انتفاضة لسكان طرسوس، غاضبين من المحاولة الطولونية لسجن الرجل المحلي راغب ومصادرة ممتلكاته. اضطر خمارويه إلى التراجع، وأعاد راغب إلى المدينة مع أحمد، الذي عُيِّن مرةً أخرى واليًا عليها. وصلوا إلى المدينة في 7 تشرين الثاني 892. يقترح سترن أنه ربما كان العجيفي أو ابن عجيف الذي ظهر واليًا على طرسوس خلال هذه الفترة الثانية، شخصًا مختلفًا عن أحمد بن توغان، الذي يبدو أنه كان واليًا للمناطق الحدودية الأوسع بدلاً من طرسوس وحدها. لكن الأدب الحديث يعتبرهم عمومًا أنهما كانا نفس الشخص.
في أيلول 893، قاد أحمد العجيفي مع أحمد بن أبِّي وبدر الهمامي حملة استكشافية ضد البيزنطيين، ووصلوا إلى البلقسون (منطقة مجهولة الآن، على الأغلب أنها كارياأو طلموس ليقيا). ثم وفي أيلول 896 أشرف على تبادل الأسرى مع البيزنطيين على نهر لاموس، إذ بدأ في 16 أيلول واستمر لمدة اثني عشر يومًا، مما أدى إلى فدية 2504 من الرجال والنساء والأطفال المسلمين بحسب الطبري. ويقدر عودي عدد السجناء المتبادلين بـ 2495 أو 3000. في هذا الوقت، يسمي المسعودي أحمد قائد الحدود السورية والأنطاكية.
في تشرين الأول، بعد انتهاء التبادل، غادر أحمد طرسوس عن طريق البحر، تاركًا البيزنطي المنشق دميان الطرسوسي (خادم سابق ليزمان) مكانه واليًا على طرسوس. في وقت لاحق، في آذار/نيسان 897، أُرسِل يوسف بن البغيمردي إلى طرسوس، إما ليحل محل دميان أو ليعززه.